# Sirákov
Sirákov (in tedesco Sirakow) è un comune ceco situato nel distretto di Žďár nad Sázavou, nella regione di Vysočina.